# Лісник

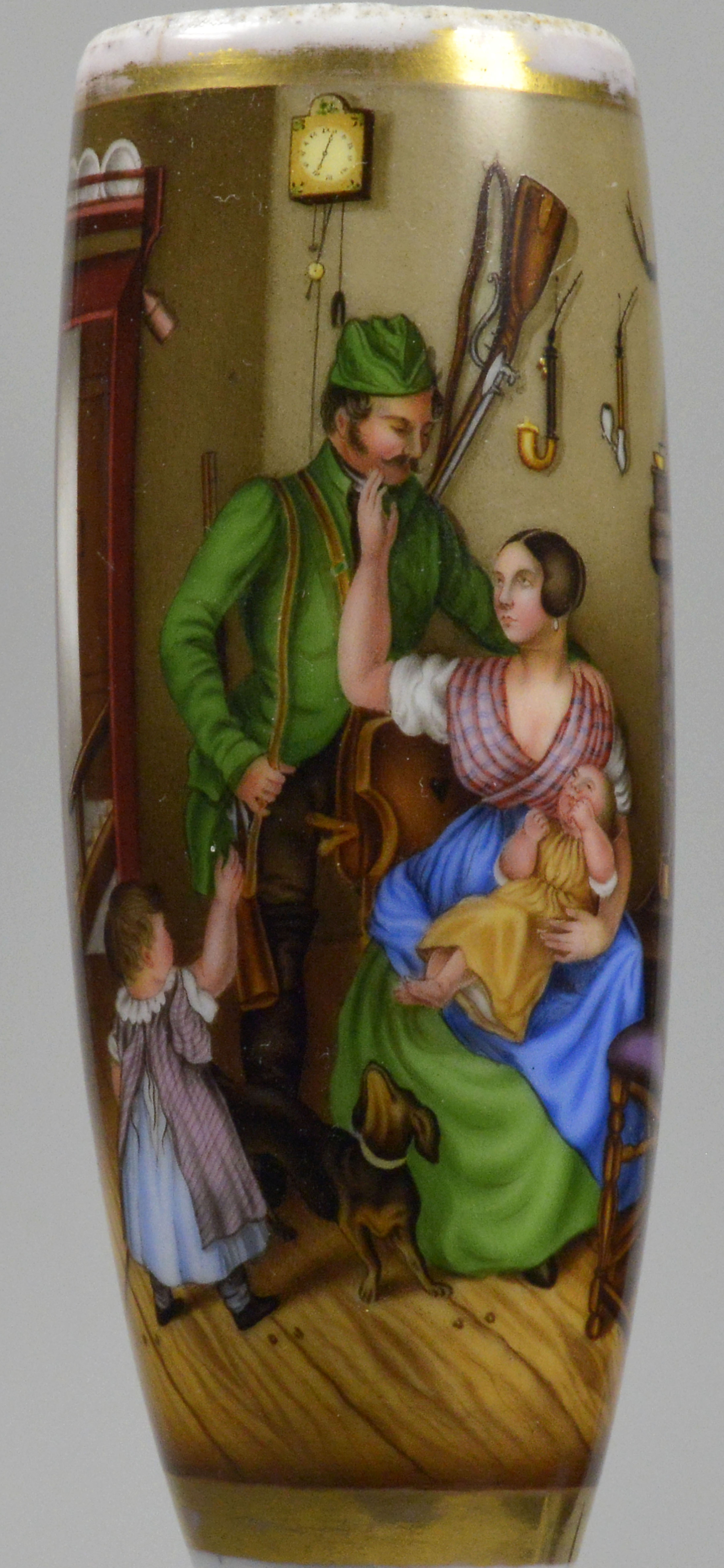
Лісник

Лісник — перша сходинка в ієрархії лісової охорони, закріплений за обходом, працює на території від кількох сотень до тисячі гектарів лісу і підпорядковується безпосередньо майстру лісу, котрий «завідує» ділянкою (їх в лісництві зазвичай 2 – 3) і, в свою чергу, підпорядковується лісничому.
За лісником закріплюється певна ділянка лісу, менша тієї, яка закріплена за вищим майстром лісу. Лісник має формене обмундирування, паспорт ввіреної йому ділянки лісу. Іноді може видаватись мисливська зброя. Навчання на лісника проходить в лісотехнічній школі, лісовому технікумі, або на спеціалізованих курсах.

## Обов'язки
- Охорона лісу і довіреного майна в закріпленому обході
- Вжиття заходів до попередження і припинення лісопорушень, порушень правил пожежної безпеки,
- Вжиття заходів до попередження незаконних порубок, сінокосіння, випасання худоби, різних розкрадань і інших порушень користування лісом і землями.
- Контроль за станом, охороною і захистом лісів в районі знаходження обходу, за виконанням термінів і правил полювання, за збереженням пожежно-спостережних пунктів, телефонних ліній, розпізнавальних знаків для авіації, мостів, межових знаків, квартальної мережі та ін.
- Складання протоколів (актів) про виявлені порушення.
- Затримання в установленому порядку осіб, винних в порушеннях правил полювання, з накладенням арешту на незаконно добуту в лісі продукцію.
- Сигналізація про появу в лісі шкідливих комах і хвороб лісу.
- Проведення роз'яснювальної роботи серед населення з питань охорони і захисту лісу.
- Керівництво та участь в роботі по гасінню лісових пожеж до прибуття вищої посадової особи.
- В межах закріпленого обходу надання допомоги майстру лісу в проведенні лісогосподарських та лісокультурних робіт, участь у відведенні лісосік, а також лісових площ під сінокосіння, пасовищні та інші види користувань.[2]